# Polšť
Polšť (dříve Polákov) je osada, součást obce Rohoznice ležící jižně od Miletína a východně od Hořic na řece Bystřici.
V 15. století zde stávala tvrz, která k Miletínu náležela. Dřívější název vsi, Polákov, vznikl odvozením od jména Vojtěcha Poláka, majitele usedlosti Hubálkov pod Bukovinou, jenž se zde usídlil po třicetileté válce. Příjmy obce jsou na nynější časy dosti značné (velké pozemky, které jsou velmi úrodné, živné, zvláště ovocné stromy, na jihu a východě zejména lesy.)